# ナガタ薬品
株式会社ナガタ薬品（ナガタやくひん、ARKA CO.,LTD.）は、兵庫県神戸市須磨区に本社を置く株式会社。ドラッグストアであるアルカスーパードラッグの経営を行っており、またグループ企業の一つである株式会社アルカはアルカ調剤薬局の経営を行っている。店舗ブランド名であるアルカ（ARKA）は、サンスクリットで薬用植物とされるカロトロピスの意であり、またインド神話における太陽神スーリヤを表す言葉でもある。日本チェーンドラッグストア協会の正会員企業である。
創業者である中島一誠が、1954年10月に神戸市長田区に開いた小さな薬局を起源とする。この薬局の向かいにはダイエーの三号店が存在していたため、ダイエー創業者の中内㓛と競い合ったのが「商売の原点」だと中島は述べている。1963年11月には株式会社となる。1995年の阪神・淡路大震災では大きな被害を受けた。
1989年3月にはグループ企業の株式会社アルカが設立される。2011年11月14日には、酒類を取り扱うアルカドラッグの26店舗において、2010年11月から2011年1月にかけて実質仕入価格を大幅に下回る価格で缶ビールなどを販売したことが、周辺地域に所在する酒店の事業活動を困難にさせる恐れを生じさせる不当廉売にあたるとして、公正取引委員会から警告を受けた。
アルカスーパードラッグは現在50店舗が展開されており、うち47店は神戸市など兵庫県南部に所在するが、大阪府や滋賀県にも出店している。またアルカ調剤薬局も兵庫県南部を中心に52店が展開されている。